# Израильско-эмиратский мирный договор
Израильско-эмиратский мирный договор — договор о нормализации отношений между Государством Израиль и Объединёнными Арабскими Эмиратами (ОАЭ), подписанный 15 сентября 2020 года в рамках Соглашений Авраама.
До подписания договора между двумя странами поддерживались достаточно тесные, хоть и неформальные отношения. В рамках переговоров о нормализации, Израиль согласился заморозить планы по аннексии части Западного Берега, находящегося под управлением Израиля после Шестидневной войны (1967).
ОАЭ стали третьей арабской страной после Египта (1979) и Иордании (1994), формально нормализовавшей отношения с еврейским государством, а также первой из арабских стран Персидского залива, которая это сделала.

## Предпосылки

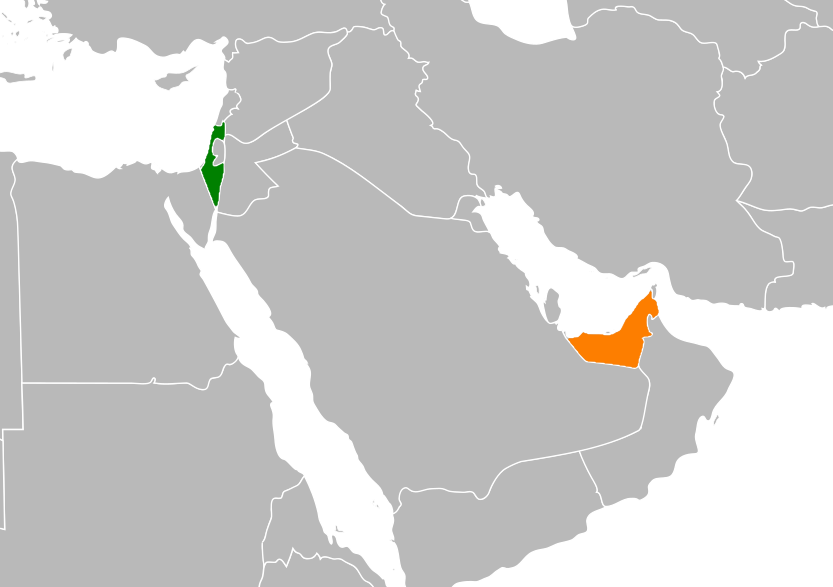
Израиль (зелёный) и ОАЭ (оранжевый) на карте Ближнего Востока

ОАЭ никогда не участвовали ни в одном военном конфликте и не сталкивались с израильскими войсками. Более того, оба государства многие годы негласно сотрудничали в военной, оборонной и разведывательной сфере, совместно противостоя иранской ядерной программе.
По сообщению израильского издания «Исраэль ха-Йом» переговоры между двумя государствами продолжались с 2015 года; их главным участником был адвокат Ицхак Молко (с 2015 по 2018 год), доверенное лицо главы израильского правительства Нетаньяху. Кроме того, ключевую роль в переговорном процессе сыграл бывший премьер-министр Великобритании Тони Блэр.
В 2018 году состоялся телефонный разговор между израильским премьером Биньямином Нетаньяху и наследником престола Абу-Даби шейхом Мухаммадом бин Заидом. За ним последовали две тайные встречи политиков.
В апреле 2019 года издание «The National» опубликовало интервью с главой эмиратского МИД Анваром бин Мохаммедом Гаргашем, в котором в частности речь шла об отношениях ОАЭ и Израиля. Министр заявил в интервью: «Много, много лет назад арабские страны приняли решение не контактировать с Израилем, и это было очень, очень неверное решение, [как мы понимаем] оглядываясь назад».
В июне 2020 года, когда в СМИ широко обсуждалось решение израильского правительства установить суверенитет над частью территорий Западного Берега, посол ОАЭ в США Юсуф аль-Утейба обратился напрямую к израильтянам через газету «Йедиот Ахронот» с заявлением о том, что аннексия будет угрожать «оборонным, экономическим и культурным связям с арабским миром и ОАЭ, к расширению которых стремится Израиль». Более того, посол предупредил, что нормализация отношений между странами станет после подобного шага невозможной. Позже на эту же тему говорил и глава МИД ОАЭ Анвар Гаргаш.
По сообщению СМИ сделка о нормализации отношений между Израилем и ОАЭ и Бахрейном патронировалась наследным принцем Саудовской Аравии Мухаммедом, в то время как его отец король Салман был против неё.

## Хронология

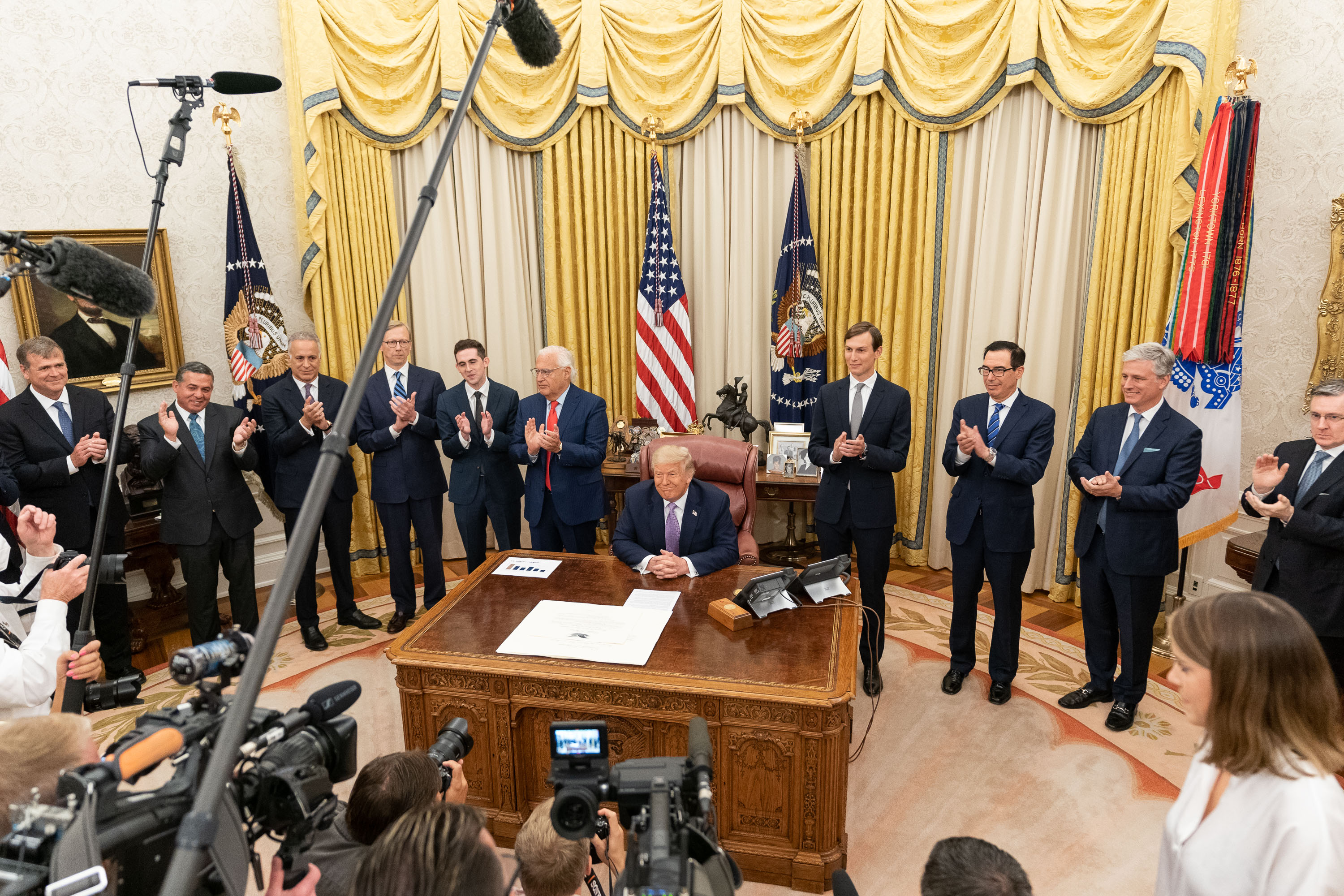
Президент США Дональд Трамп делает заявление о нормализации отношений между Израилем и ОАЭ 13 августа 2020 года в Овальном кабинете, Белый дом, Вашингтон

13 августа 2020 года правительства двух стран заявили о том, что они договорились подписать договор о нормализации отношений.

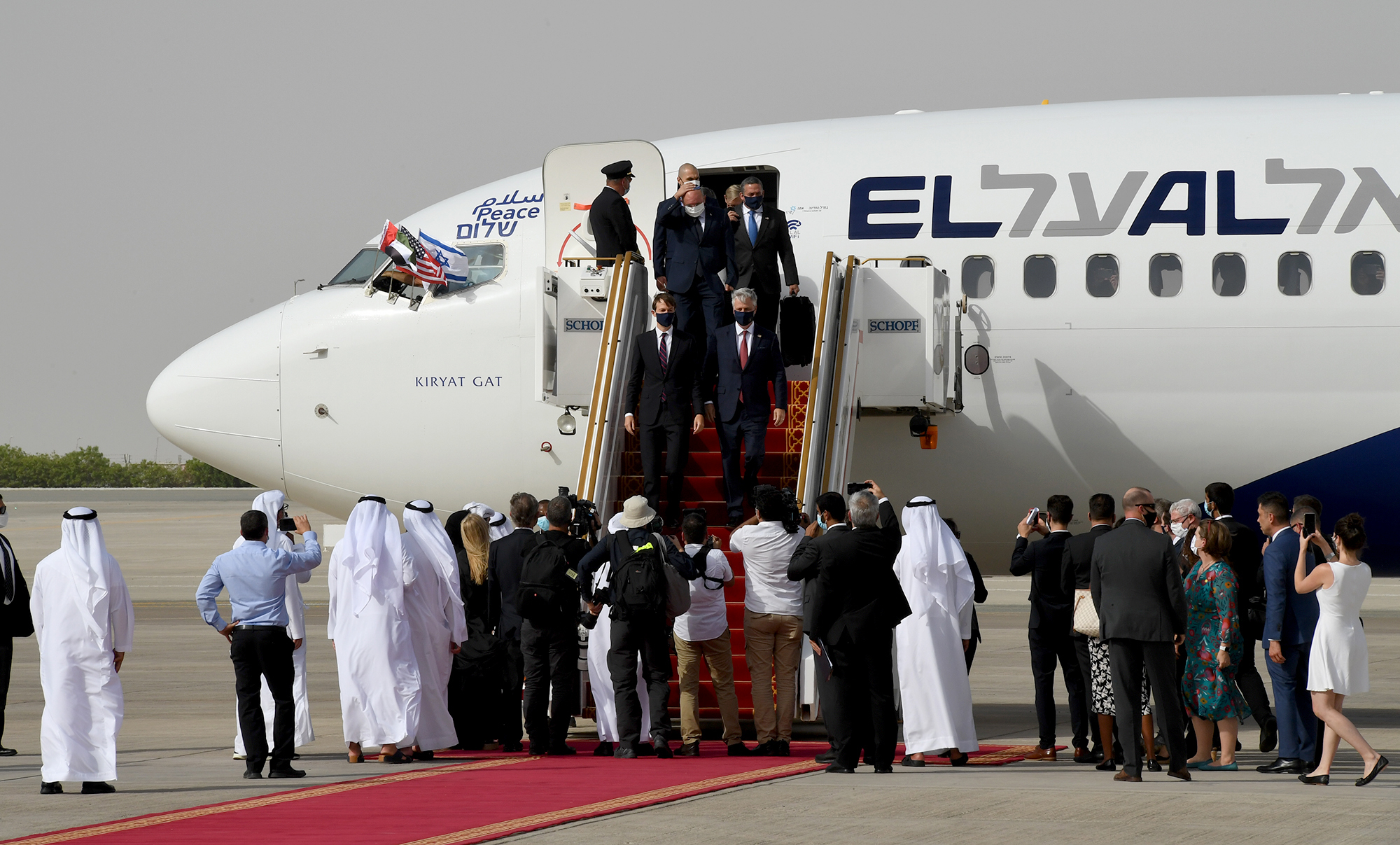
Первый в истории прямой рейс израильской авиакомпании «El Al» прибыл в Абу-Даби 31 августа 2020 года. На борту находились национальный советник по безопасности США Роберт О’Брайен, старший советник Джаред Кушнер и израильская официальная делегация, возглавляемая национальным советником по безопасности Меиром Бен-Шабатом.

О нормализации сообщил премьер-министр Израиля Биньямин Нетаньяху, наследный принц ОАЭ шейх Абу Даби Мухаммад Бин Заид ан-Нахайян, при посредничестве президента США Дональда Трампа. Кроме того, ожидается подписание двусторонних договоров о сотрудничестве между ОАЭ и Израилем в оборонной сфере, о прямом авиасообщении, об инвестициях, о сотрудничестве в сферах культуры и здравоохранения, а также управления водными ресурсами. СМИ также сообщают о возможном взаимном открытии посольств, хотя телекомпания «Аль-Арабия» утверждает, что ОАЭ откроет посольство в Израиле только после нормализации израильско-палестинских отношений.

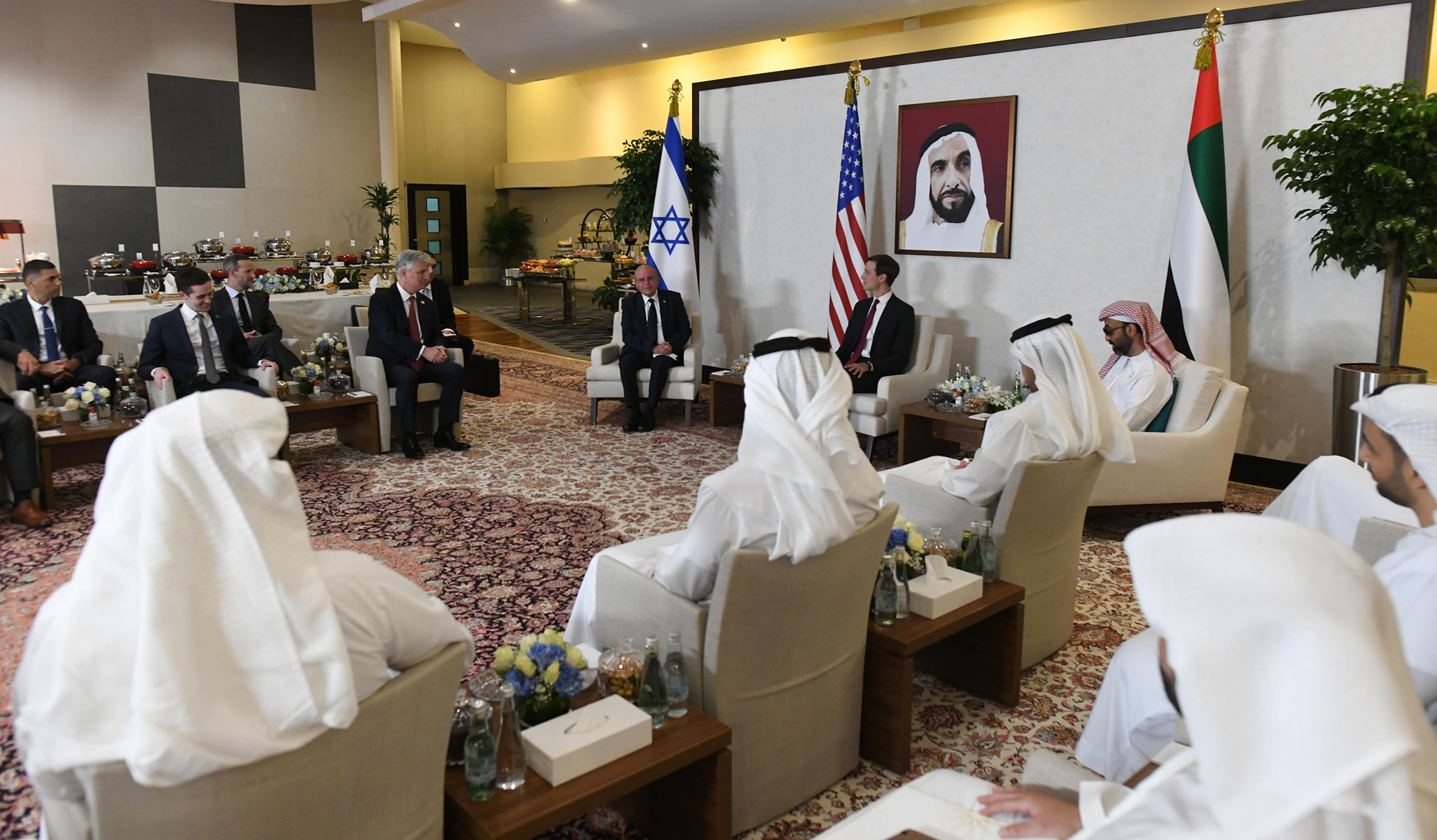
Джаред Кушнер возглавляет израильско-эмиратские переговоры о подписании мирного соглашения

Для работы над деталями соглашения в ОАЭ вылетит делегация представителей еврейского государства во главе с начальником разведслужбы «Моссад» Йоси Коэном и медиамагнатом Хаимом Сабаном. Коэн и Сабан также являлись главными архитекторами нормализации.
Через несколько дней после объявления новости в ОАЭ был разблокирован доступ к израильским интернет-сайтам, а также открыта возможность прямой телефонной связи между двумя странами. Первыми протестировали эту возможность главы МИД двух стран, проведя телефонный разговор и обсудив детали нормализации.
По инициативе эмиратской стороны была отменена трёхсторонняя встреча послов ОАЭ, Израиля и США, которая должна была пройти в Нью-Йорке. ОАЭ отказались от нее из-за заявлений Биньямина Нетаниягу против продажи американских истребителей F-35 Эмиратам.
Несмотря на то, что одним из условий договорённостей между двумя странами было заявление израильской стороны о планируемой аннексии территорий Западного Берега, официальный представитель ОАЭ заявил, что отношения двух стране не пострадают даже в том случае, если Израиль когда-либо решится её осуществить.
Подписание соглашения состоялось 15 сентября 2020 года в Вашингтоне. Эмиратскую делегацию возглавил министр иностранных дел и регионального сотрудничества шейх Абдалла бен Заид Аль Нахайян. Глава правительства Биньямин Нетаньяху представлял израильскую сторону.
Единственным представителем ЕС на церемонии подписания стал глава МИД Венгрии Петер Сийярто.
На 22 сентября запланирован официальный визит эмиратской делегации в Израиль.

## Правовые аспекты
Несмотря на то, что Израиль и ОАЭ никогда не были в состоянии войны друг с другом, оба государства заключили «мирный договор». По этой причине подписанный документ должен быть ратифицирован израильским правительством.
Воплощение подписанного договора в жизнь происходит в три этапа: в начале будет развиваться экономическое сотрудничество, затем — контакты в сфере безопасности, и в конце начнутся полноценные дипломатические отношения с взаимным открытием посольств. На любом из этапов договор теоретически может быть расторгнут.

## Ратификация
12 октября 2020 года израильское правительство утвердило соглашение о нормализации отношений с ОАЭ. Все министры кабинета проголосовали «за» единогласно.
По итогам девятичасового заседания Кнессета 15 октября, израильский парламент ратифицировал соглашение. При этом Председатель партии «Ямина» Нафтали Беннет, приветствуя заключение и подписание соглашения, потребовал от премьера Нетаньяху раскрыть все его детали, в том числе и т. н. «секретные».

## Реакция других стран
Бахрейн: Официальное новостное агентство Бахрейна BNA заявило, что «историческая» сделка укрепит «стабильность региона». Кроме того, восхваляются усилия США по посредничеству в подписании соглашения.
 Великобритания: Глава правительства Борис Джонсон, равно как и генсек ООН Антониу Гутерриш, приветствовал новость.
 Европейский союз: Глава внешнеполитического ведомства ЕС Жозеп Боррель от имени Европейского Союза заявил, что приветствует подписание соглашения и называет его «важнейшим шагом для стабилизации региона в целом».
 Египет: Президент Абд аль-Фаттах ас-Сиси заявил, что это шаг к стабилизации региона и к его процветанию. 2 сентября 2020 года состоялся телефонный разговор между президентом ас-Сиси и израильским премьером Нетаньяху. Пресс-служба египетского президента сообщила, что ас-Сиси дал высокую оценку соглашению, назвав его шагом в правильном направлении.
 Иордания: Глава иорданского МИДа Айман Сафади осудил соглашение и заявил: «Если Израиль увидит в соглашении стимул для прекращения оккупации и восстановления права палестинского народа на свободу и создания своего независимого государства в границах 1967 года со столицей в Восточном Иерусалиме, этот регион будет двигаться к справедливому миру. Однако, если Израиль не сделает этого, конфликт будет углубляться и угрожать всему региону».
 Иран также остро отреагировали на это решение. Позже помощник председателя иранского парламента по иностранным делам Хоссейн Амир-Абдоллахьян напомнил правительству ОАЭ о судьбе Анвара Садата. Этот египетский президент подписал мирный договор с еврейским государством в 1979 году, а в 1981 году погиб в результате покушения.
 Лига арабских государств: В начале сентября 2020 года прошла сессия ЛАГ в режиме видеоконференции (из-за пандемии COVID-19). Представители некоторых стран (арабские страны Залива, Египет, Иордания, Марокко и Судан) предложили внести в повестку дня резолюцию, одобряющую заключение соглашения, другие страны (Палестинская администрация, Йемен и Сомали) — осуждающую резолюцию. Так как собрание действует на основании консенсуса, оба предложения были отклонены. Таким образом, Лига Арабских Государств не осудила договор о нормализации между ОАЭ и Израилем.
 Ливия: Мохаммед Амари Зайед, член Ливийского президентского совета, заявил в интервью каналу «Аль Джазира», что «это неудивительное предательство со стороны ОАЭ. С той разрушительной ролью, которое Эмираты играют в Ливии, Сирии и Йемене, это естественный результат эмбарго, наложенного на Катар, Палестину и независимые государства региона».
 Мавритания: Приветствовала сделку. Будучи членом ЛАГ, она заявила, что верит в «мудрость и достаточную рассудительность» лидеров ОАЭ и подчеркнула «абсолютный суверенитет и полную независимость в ведении своих отношений и оценке занимаемых позиций в соответствии со своими национальными интересами и интересами арабов и мусульман».
 Малайзия: заявила, что подписание сделки является суверенным правом ОАЭ. Тем не менее, она продолжит поддерживать уход Израиля с палестинских территорий.
 Оман: По сообщению официального государственного агентства ONA, официальный пресс-секретарь МИДа Омана приветствует подписание соглашения. Президент США Дональд Трамп, лично поблагодарил султана Хейсама бен Тарика за это решение в ходе телефонного разговора. Последний выразил надежду, что заключённые соглашения позволят создать независимое палестинское государство со столицей в Восточном Иерусалиме. Великий муфтий Омана Ахмад аль-Халили косвенно критиковал сделку.
 Палестина: После сообщений о нормализации между ОАЭ и Израилем председатель палестинской администрации Махмуд Аббас назвал её «чушью» и отозвал посланника из ОАЭ. Однако позднее он выпустил инструкцию, запрещающую официальным лицам палестинской администрации критиковать или оскорблять лидеров других государств, включая и Эмираты. Это произошло накануне каирского саммита ЛАГ, посвящённого заключению соглашения о нормализации между Израилем и ОАЭ.
 Саудовская Аравия: не сделала никаких заявлений по поводу соглашения, не поддержав, но и не осудив его. По мнению аналитиков саудиты ищут возможность углубить неформальное сотрудничество с Израилем, в том числе привлечь инвестиции в экономику страны, переживающую значительную трансформацию. По мнению профессора Эссекского университета Азиза Альгашяна, контакты между саудитами и израильтянами участятся во многом благодаря ОАЭ. По сообщениям СМИ, администрация президента Трампа прикладывает значительные усилия, чтобы добиться участия Саудовской Аравии в переговорах между ОАЭ и Израилем, В том числе и для возможной будущей нормализации между саудитами и израильтянами. Этому однако противится нынешний король Салман, в то время как наследный принц Мухаммед смотрит на эту проблему более открыто.
 Судан: 18 августа 2020 представитель МИД Хайдар Бадауи Садик заявил, что нормализация между Израилем и ОАЭ «открыла путь другим арабским странам» для налаживания отношений с еврейским государством. Так, его страна уже ведёт переговоры с Израилем об установлении дипломатических отношений. Пресс-секретарь израильского МИДа Лиор Хайят и глава израильского правительства Нетаньягу приветствовали данную новость. Последний даже сделал заявление, касающееся в том числе и тех договорённостей, которые он достиг на встрече с президентом Судана в угандийском Энтеббе в феврале 2020 года. Позже глава МИД Судана Омар Камар ад-Дин заявил, что «тема нормализации отношений с Израилем в его ведомстве не обсуждалась, и пресс-секретарь МИДа Хайдан Бадауи Садик не был уполномочен делать какие-либо заявления на эту тему».
 Турция: Президент Реджеп Эрдоган заявил на следующий день после объявления о нормализации отношений между двумя странами о том, что рассматривает вопрос отзыва турецкого посла из Абу-Даби и разрыве дипотношений с ОАЭ.
 Филиппины: МИД этой страны приветствовал сделку, надеясь на то, что она станет основой мира и безопасности на Ближнем Востоке.
 Чад: правительство Чада положительно оценило новости о подписании мирного договора между странами.

## Соглашения и сотрудничество

### Оборона и безопасность
Согласно публикации в израильской газете «Едиот Ахронот», соглашение о нормализации включает в себя пункт, согласно которому правительство США отменяет эмбарго на поставку современных вооружений в ОАЭ. Так, среди прочего, в арабскую страну будут поставлены военные истребители пятого поколения F-35, а также беспилотные самолеты Reaper и самолеты радиоэлектронной борьбы со средствами ПВО противника EA-18G Growler. Израильское правительство сначала опровергало эти данные, но после встречи с госсекретарём США Майком Помпео перестали это делать; более того, зашла речь о компенсации Израилю из-за поставок современных вооружений Эмиратам. Это делается из-за договорённости между США и Израилем о военном превосходстве последнего в регионе, которое было заключено в 1973 году после войны Судного дня.
25 августа впервые в истории состоялся телефонный разговор между министром обороны Израиля Бени Ганцем и министром обороны ОАЭ Мухаммедом бин Ахмадом Аль-Баварди. Министры обсудили сотрудничество между службами безопасности двух стран.
В октябре 2020 года израильское правительство заявило, что не будет возражать против продажи ОАЭ самолётов F-35, что ранее являлось предметом обсуждения при подписании соглашения о нормализации.
После победы на выборах президента США демократа Джо Байдена, сделка по продаже Эмиратам вооружений была заморожена представителями США. Посол ОАЭ назвал это событие «ожидаемым».

### Экономика, финансы и банковская сфера
29 августа глава ОАЭ отменил закон 1972 года об экономической бойкоте Израиля и санкциях, связанных с этим. Отныне эмиратские компании и предприниматели могут заключать договора, сделки и торговать с израильтянами. В свою очередь Израиль может продавать на территории ОАЭ любые товары и продукцию.
1 сентября 2020 года во время визита первой в истории официальной израильской делегации в Абу-Даби был подписан протокол о намерениях по сотрудничеству в банковской и финансовой сферах. Он предусматривает создание двусторонней совместной комиссии по продвижению инвестиций и сотрудничества в финансовой сфере. Еще одной сферой сотрудничества станет совместная борьба с отмыванием капитала и финансированием террора.
8 сентября 2020 года в ОАЭ с двухдневным визитом прибыла вторая делегация израильских бизнесменов, возглавляемая директором крупнейшего израильского банка «Апоалим». В ходе переговоров будут обсуждаться «новые стимулы роста» на фоне пандемии коронавируса.
14 сентября 2020 года состоялась встреча израильских бизнесменов во главе с руководством банка «Леуми» с эмиратским министром торговли Тани Ахмедом аль-Зайуди. Последний заявил, что его страна заинтересована в тесном сотрудничестве с Израилем в сферах поставок продовольствия, водоснабжения, нефтегазовой и химической сферах, а также в здравоохранении и передовых сельскохозяйственных инновациях.
16 сентября 2020 года израильская авиакомпания «El-Al» совершит первый грузовой рейс из Тель-Авива в Дубай. Планируется доставить грузы сельскохозяйственного назначения и товары из сферы высоких технологий. Планируется, что «El-Al» будет совершать подобные рейсы еженедельно.
Через пару дней после подписания соглашения о нормализации, израильская и дубайская алмазные биржи подписали договор о сотрудничестве. В Дубае откроется представительство израильской алмазной биржи, а центр Dubai Multi Commodities Center, откроет свой офис в Рамат-Гане, где располагается израильская биржа.
Первым израильским магазином в ОАЭ станет «Scoop», первый филиал которого откроется в Дубае в марте 2021 года. До конца 2021 года планируется открыть до 5 филиалов в Эмиратах.
В октябре 2020 года Израиль подписал соглашение об импорте нефти из ОАЭ. До сих пор, еврейское государство импортировало нефть практически полностью из Азербайджана. Теперь, она будет поставляться танкерами из ОАЭ в порт Эйлата и транспортироваться по нефтепроводу в Ашкелон, что в свою очередь также может облегчить её транспортировку на танкерах по Средиземному морю в Европу.

### Здравоохранение и наука
Еще до объявления о нормализации между двумя странами стало известно о том, что государственный оборонный концерн «Авиационная промышленность» и эмиратская компания «Group 42» будут работать в сфере совместного использования инновационных технологий в сферах искусственного интеллекта, дистанционного зондирования, и проч. для борьбы с пандемией COVID-19.
17 августа центр стволовых клеток Абу-Даби, ADSSC и их израильские коллеги подписали меморандум о сотрудничестве в исследованиях по борьбе с вирусом COVID-19.
25 августа стало известно о договорённости о сотрудничестве министров здравоохранения обеих стран. В израильском и эмиратском министерстве будет даже создана отдельная комиссия, ответственная за совместную работу. Кроме того, предполагается начать студенческий обмен после подписания мирного соглашения.
13 сентября Институт Вейцмана и Университет искусственного интеллекта имени Мухаммада бен Заида (MBZUAI) подписали соглашение о сотрудничестве в области искусственного интеллекта. Глава института Вейцмана профессор Алон Хен возглавит делегацию, которая отправится в Абу-Даби для личной встречи и обсуждения деталей соглашения с эмиратскими коллегами.
Директор отдела стратегических связей министерства иностранных дел ОАЭ Хенд аль-Отаиба заявила, что тепло поддерживает студенческий обмен между двумя странами. По её мнению это также приведёт к экономическому росту с обеих сторон.
В этот же день израильский Медицинский центр имени Хаима Шибы и эмиратский инвестиционный фонд APEX подписали меморандум о сотрудничестве. Его целью является развитие медицинских инноваций в ОАЭ и других странах Персидского залива.

### Туризм и авиасообщение
По сообщениям СМИ, эмиратские отели готовятся к приёму израильских туристов и планируют подавать кошерную еду. Для этого, они будут сотрудничать в частности с крупнейшим в мире агентством «OU Kosher», работающим с 1923 года.
14 сентября израильская авиакомпания Israir и эмиратская туристическая корпорация «Шараф» подписали соглашение о сотрудничестве.
Комбинат бортового питания авиакомпании «Emirates» сообщил, что перестаёт закупать кошерное питание у субподрядчиков и открывает собственную линию производства. За соблюдение условий сертификата кашрута будут отвечать раввины еврейской общины ОАЭ, с главой которой подписано соглашение о намерениях. Эта линия производства получила название «Kosher Arabia». Кроме того, авиакомпания заинтересована в открытии кошерных ресторанов в Дубае и Абу-Даби.
В сентябре 2020 года «Emirates» также получила разрешение на полёты в аэропорт им. Бен-Гуриона; планируется, что они начнутся в январе 2021 года.

## Последствия
Объявление о налаживании связей между ОАЭ и Израилем стало своеобразным прецедентом, подтолкнувшим ряд мусульманских стран пересмотреть свои отношения с еврейским государством. В СМИ почти сразу же появились сообщения о том, что вскоре как минимум еще одно арабское государство может пойти на нормализацию с Израилем. Называлось несколько стран, в частности, Марокко, власти которого, впрочем, опровергли подобное предположение.
На практике следующим стал Бахрейн — бахрейнско-израильская декларация — «совместное коммюнике об установлении дипломатических и мирных отношений», была подписана 18 октября 2020 года. Этот документ не является мирным договором в полном смысле слова из-за внутренних бахрейнских политических противоречий, но де-факто позволил заключить ряд других важных соглашений, например, договор о гражданском авиасообщении между двумя странами.
Бахрейн стал единственным. Примерно через неделю после публикации новости о израильско-эмиратской нормализации, заинтересованность в налаживании отношений с еврейским государством высказал МИД Судана.
31 августа 2020 года израильская делегация впервые отправилась в ОАЭ с официальным визитом. Самолет «El-Al» впервые в истории пролетел в воздушном пространстве Саудовской Аравии. После совершения этого полёта, Саудовская Аравия объявила о принципиальном открытии своего неба для израильских самолётов, следующих в или из Израиля. Примеру саудитов через сутки последовал и Бахрейн, официально открыв своё воздушное пространство для пролёта израильских самолётов.
За неделю до подписания соглашения норвежский парламентарий Кристиан Тюбринг-Йедде выдвинул президента США Дональда Трампа на Нобелевскую премию мира (2021).
11 сентября 2020 года президент Трамп также заявил, что 15 сентября в Вашингтоне параллельно с подписанием эмиратско-израильского договора будет заключено и подписано соглашение о нормализации отношений между Израилем и Бахрейном.
18 сентября 2020 года Трамп также заявил, что после подписания соглашений между Израилем, Бахрейном и ОАЭ, еще «семь-восемь арабских стран» изъявили желание пойти на подобный шаг. С ними продолжаются переговоры. Позже благодаря «сливам» госчиновников США и Израиля журналистам, прозвучали названия таких стран, как Оман и Катар, а впоследствии — по завершении президентских выборов в США — и Саудовская Аравия..
В октябре 2020 года Франция объявила, что под влиянием нормализации отношений Израиля с ОАЭ и Бахрейном готова отказаться от принципа урегулирования палестино-израильского конфликта «два государства для двух народов», который является основополагающим для ЕС.
В этом же месяце саудовский принц Бандар бин Султан, ветеран внешнеполитической службы, посол королевства в США, подверг палестинцев «беспрецедентно резкой критике» за их критику подписанного израильско-эмиратского и израильско-бахрейнского соглашений. Принц напомнил о поддержке палестинцами войск Гитлера, а также о том, как они «праздновали под портретами Саддама Хусейна падение на Эр-Рияд иракских ракет». Как отмечают эксперты, такие заявления были бы невозможны без одобрения самого высшего руководства страны, несмотря на то, что официально король Салман не спешит выступать с заявлениями о нормализации отношений с Израилем.
В декабре 2020 года израильские СМИ сообщили о том, что многие израильские преступники устремились в Дубай и начали инвестировать средства в покупку золота, недвижимости и прочее в этой стране, пользуясь тем обстоятельством, что в ОАЭ не требуется декларировать источники дохода.

## Критика соглашения
Некоторые египетские СМИ сообщали, что получали указания не публиковать новости, так или иначе критикующие соглашение между ОАЭ и Израилем. Так как многие из них связаны с государством и спецслужбами, стало известно о том, что не подчинившиеся СМИ могут закрыть. Похожая ситуация складывается в Иордании, где был арестован художник Эмад Хаджадж за политическую карикатуру на наследника престола ОАЭ, однако под давлением общественного мнения, он был вскоре освобождён. Сообщается также об арестах в самих ОАЭ граждан этой страны, а также проживающих там палестинцах и иорданцах, критикующих соглашение.
Движение «Мой Израиль» потребовало от направляющегося в США подписывать соглашение с ОАЭ премьера Нетаньяху раскрыть его подробности. Широкой публике его детали не разглашались. Депутат Кнессета Бецалель Смотрич также потребовал раскрыть детали договора до его подписания. Основной вопрос, которым озабочены правые израильские партии и движения, является отказ правительства от установления суверенитета на некоторые поселения и территории Западного Берега реки Иордан.